# Diocesi di Lapda
La diocesi di Lapda (in latino Dioecesis Lapdensis) è una sede soppressa e sede titolare della Chiesa cattolica.

## Storia
Lapda, nell'odierna Tunisia, è un'antica sede episcopale della provincia romana dell'Africa Proconsolare, suffraganea dell'arcidiocesi di Cartagine. Resta sconosciuta l'identificazione di Lapda, benché sia certo che fosse nella provincia Proconsolare.
Tre sono i vescovi dell'antichità menzionati dalle fonti. Alla conferenza di Cartagine del 411, che vide riuniti assieme i vescovi cattolici e donatisti dell'Africa romana, prese parte il donatista Rufino, senza controparte cattolica. Jona fu presente al sinodo riunito a Cartagine dal re vandalo Unerico nel 484. Vittore assistette al concilio cartaginese del 525 indetto dal metropolita Bonifacio.
Dal 1933 Lapda è annoverata tra le sedi vescovili titolari della Chiesa cattolica; dal 17 gennaio 2017 il vescovo titolare è José Mauricio Vélez García, vescovo ausiliare di Medellín.

## Cronotassi

### Vescovi
- Rufino † (menzionato nel 411) (vescovo donatista)

- Jona † (menzionato nel 484)
- Vittore † (menzionato nel 525)

### Vescovi titolari
- Joseph-Aurèle Plourde † (30 luglio 1964 - 2 gennaio 1967 nominato arcivescovo di Ottawa)
- Sabin-Marie Saint-Gaudens † (27 febbraio 1967 - 13 marzo 1976 succeduto vescovo di Agen)
- Maximilian Ziegelbauer † (2 agosto 1983 - 21 novembre 2016 deceduto)
- José Mauricio Vélez García, dal 17 gennaio 2017